# Anthony Goods
Anthony James Goods (Corona, 21 giugno 1987) è un ex cestista statunitense con cittadinanza dominicana.